# Stanisław Tadeusz Mieczkowski
Stanisław Tadeusz Mieczkowski herbu Bończa (ur. 26 kwietnia 1875 w Łaszewie, zm. w listopadzie 1940 w Poznaniu) – polski architekt, związany z Wielkopolską.

## Życiorys
Urodzony w rodzinie Stanisława Maksymiliana Mieczkowskiego, i Heleny Donimirskiej h. Brochwicz. Absolwent wydziału architektury politechniki w Berlinie. W 1900 poślubił Kazimierę Moszczeńską córkę Bolesława. W 1919 wraz z rzeźbiarzem Czesławem Makowskim odpowiadał za zmianę akcentów niemieckich w detalach gmachu Teatru Wielkiego i zastąpienie ich polskimi. Członek SARP, okręg Poznań. 
Został pochowany w Poznaniu na cmentarzu przy ul. Samotnej.

## Główne dzieła

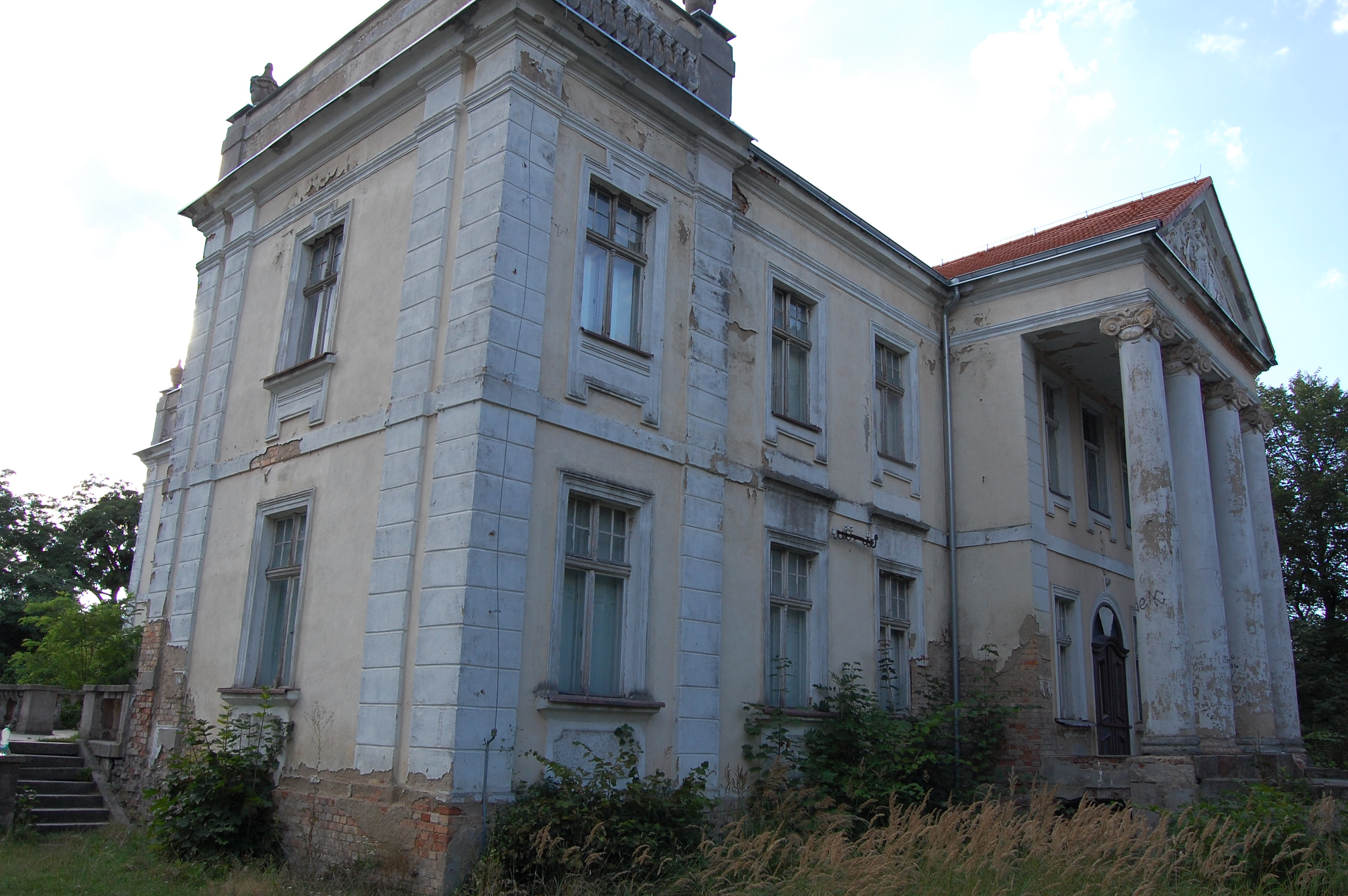
Pałac w Paruszewie

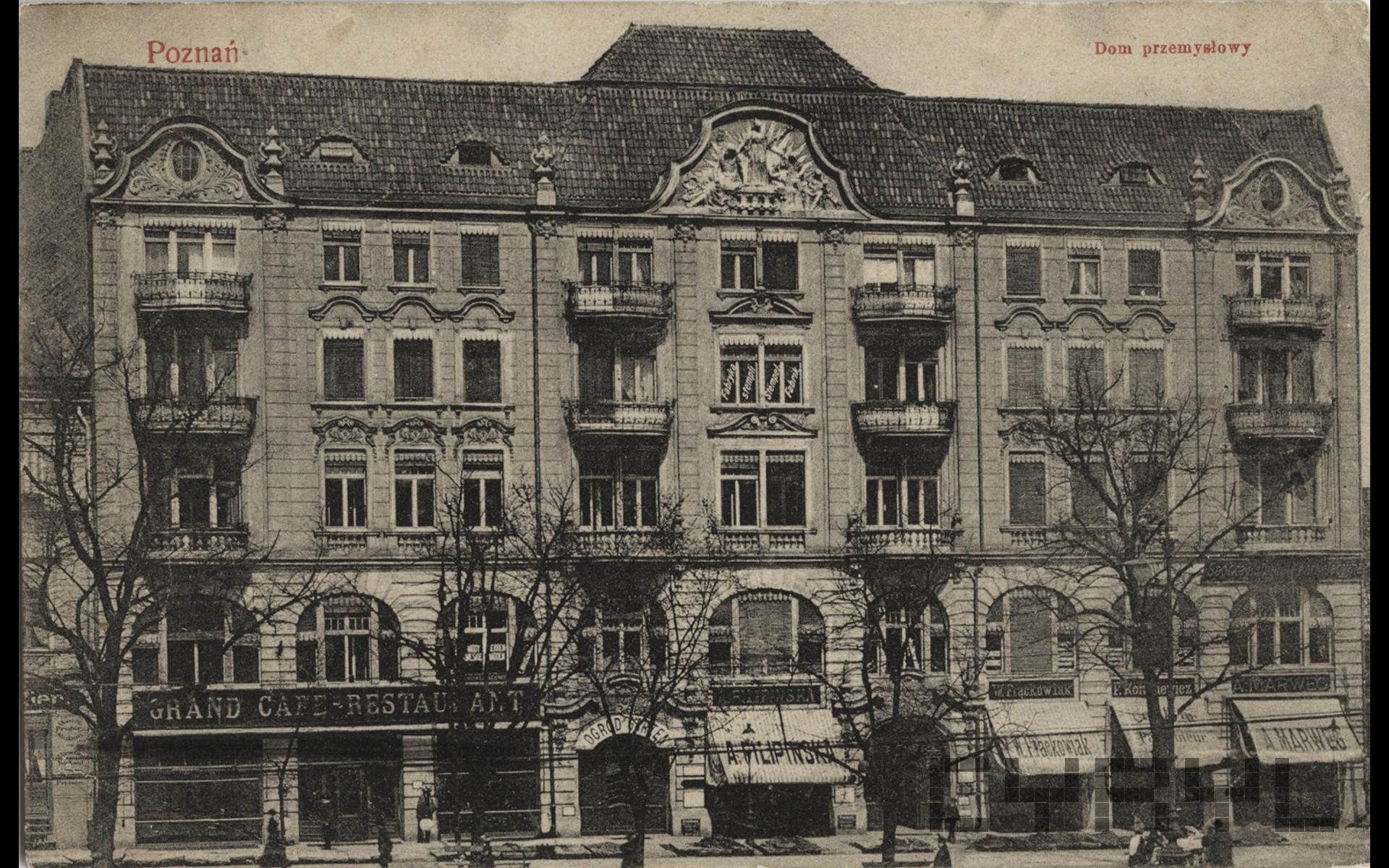
Dom Przemysłowy w Poznaniu

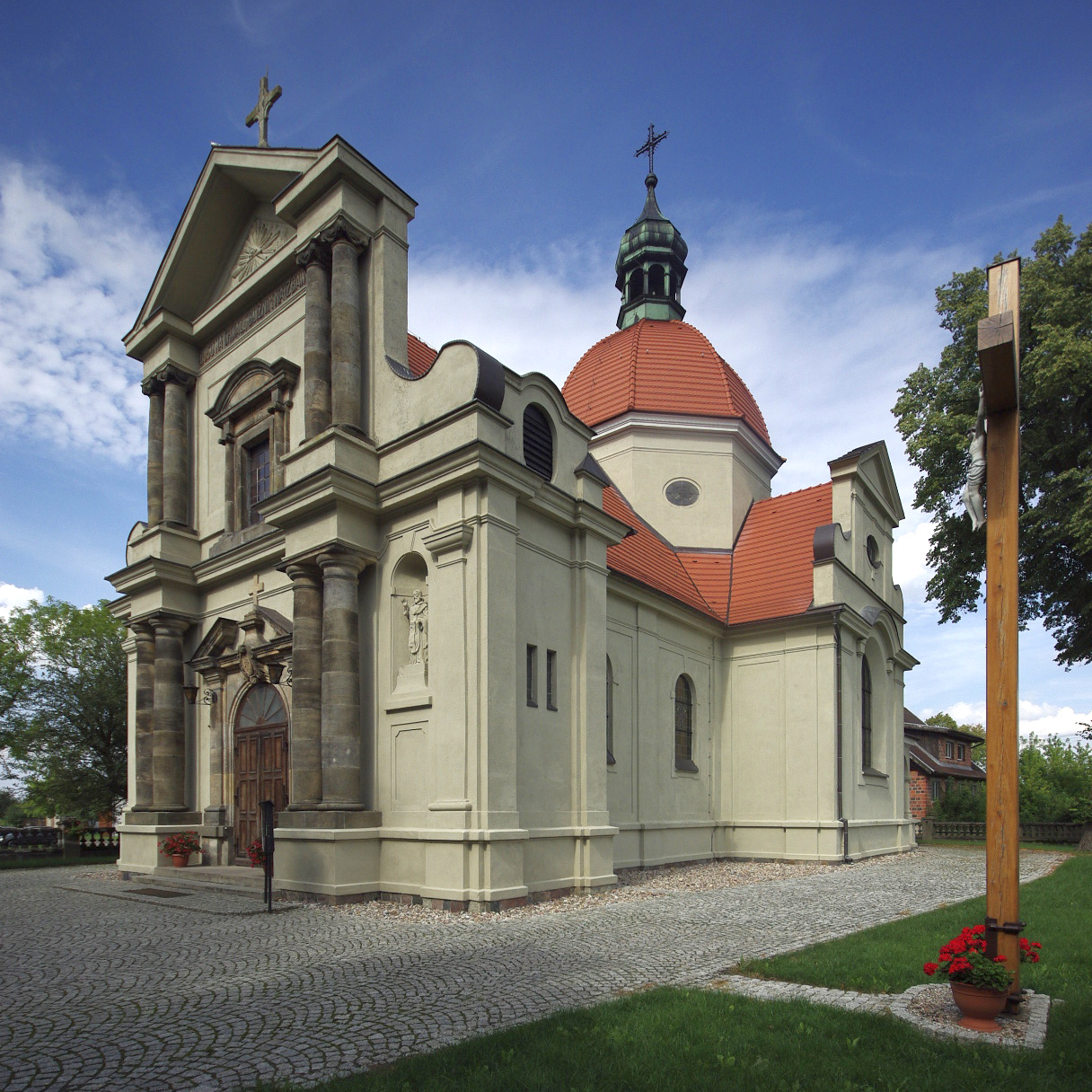
Kościół w Grabowie Królewskim

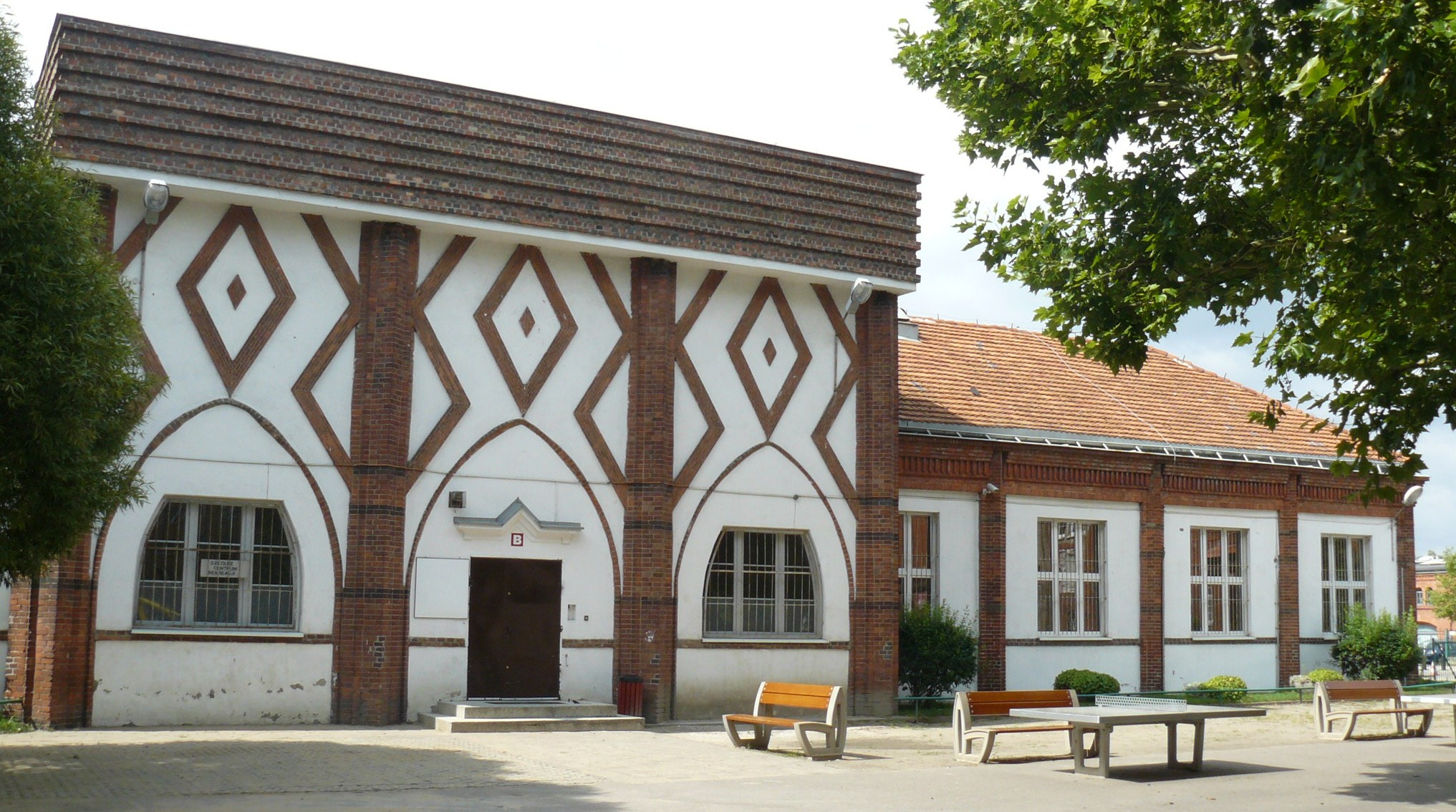
Pawilon Ceramiki Budowlanej PWK

- skrzydło Bazaru Poznańskiego od placu Wolności (1898) - współautor Roger Sławski
- Dom Przemysłowy przy placu Wolności w Poznaniu
- dwór w Sobiejuchach, gm. Żnin (przed 1910)[5]
- przebudowa pałacu w Paruszewie, gm. Strzałkowo (1910)[6][7]
- pałac w Graboszewie, gm. Strzałkowo (1910)
- dwór w Chociczy (1920)[8]
- kościół Najświętszego Serca Pana Jezusa w Grabowie Królewskim (1925-27)
- reprezentacyjne skrzydło pałacu Mycielskich w Gałowie (1926)[9]
- pałacyk (dwór) w Grabowie Królewskim (1928)[10][11]
- przebudowa pałacu w Skoraczewie (przed 1929)[12]
- pawilon Ceramiki Budowlanej PWK (obecnie sala gimnastyczna), ul. Jarochowskiego, Poznań (1929)
- Kościół św. Jana Vianneya w Poznaniu (1928-1930)[13]